# نام و نشان (فیلم)
نام و نشان (به هندی: Naam O Nishan) فیلمی محصول سال ۱۹۸۷ و به کارگردانی ایجی کیشاپ است. در این فیلم بازیگرانی همچون سانجی دات، آمریتا سینگ، شاشی کاپور، قادرخان، سورش اوبروی، نیروپا روی ایفای نقش کرده‌اند.